# Río Irués
El río Irués es un corto río español, afluente del río Cinca por la izquierda de este, que nace en las fuentes de Fornos, recogiendo buena parte de la escorrentía del macizo de Cotiella. Poco después de su nacimiento recibe al barranco de La Garona que baja desde Culliver y Los Neis. Desemboca en el río Cinca en la localidad de Badaín, al lado de Lafortunada. Mantiene población estable de trucha común, tritón y nutria.  
- Datos: Q6115263